# 路德维希·弗雷德
路德维希·弗雷德（德語：Ludwig Wrede，1894年10月28日—1965年1月1日），奥地利男子花样滑冰运动员。他曾代表奥地利参加1928年冬季奥林匹克运动会花样滑冰比赛，搭档梅莉塔·布伦纳获得双人滑铜牌。